# Калипп (лунный кратер)
Кратер Калипп (лат. Calippus) — крупный ударный кратер в центральной части гор Кавказ на видимой стороне Луны. Название присвоено в честь древнегреческого астронома Каллиппа Кизикского (370—300 до н. э.) и утверждено Международным астрономическим союзом в 1935 г. Образование кратера относится к раннеимбрийскому периоду.

## Описание кратера
Ближайшими соседями кратера являются кратер Кассини на западе-северо-западе; кратер Александр на северо-востоке и кратер Теэтет на юго-западе. На западе от кратера Калипп расположено Море Дождей, на северо-западе горы Альпы, на юго-востоке борозда Калиппа и Море Ясности. Селенографические координаты центра кратера 38°55′ с. ш. 10°43′ в. д. / 38,92° с. ш. 10,72° в. д., диаметр 34 км, глубина 2690 м.
Кратер Калипп имеет полигональную форму с выступами в западной и северо-восточной части, существенно разрушен. Вал сглажен, в восточной части кромка вала острая. Западная часть внутреннего склона имеет полку, образованную обрушением пород. Высота вала над окружающей местностью достигает 940 м , объем кратера составляет 714 км3. Дно чаши пересеченное, с обилием холмов и небольших хребтов.

## Сателлитные кратеры
| Калипп | Координаты                                            | Диаметр, км |
| ------ | ----------------------------------------------------- | ----------- |
| A      | 37°04′ с. ш. 7°52′ в. д. / 37,06° с. ш. 7,87° в. д.   | 15,7        |
| B      | 36°05′ с. ш. 10°04′ в. д. / 36,08° с. ш. 10,07° в. д. | 7,21        |
| C      | 39°26′ с. ш. 9°10′ в. д. / 39,43° с. ш. 9,16° в. д.   | 37,7        |
| D      | 36°23′ с. ш. 11°19′ в. д. / 36,38° с. ш. 11,31° в. д. | 4           |
| E      | 38°55′ с. ш. 11°53′ в. д. / 38,92° с. ш. 11,89° в. д. | 4,8         |
| F      | 40°35′ с. ш. 10°00′ в. д. / 40,58° с. ш. 10° в. д.    | 6,75        |
| G      | 41°18′ с. ш. 11°33′ в. д. / 41,3° с. ш. 11,55° в. д.  | 3,78        |

## См.также
- Список кратеров на Луне
- Лунный кратер
- Морфологический каталог кратеров Луны
- Планетная номенклатура
- Селенография
- Минералогия Луны
- Геология Луны
- Поздняя тяжёлая бомбардировка